# جاناتان مکینتاش
جاناتان مکینتاش (انگلیسی: Jonathan McIntosh) یوتیوبر و تهیه‌کننده اهل ایالات متحده آمریکا بود. او فعالیت حرفه‌ای خود را در یوتیوب از سال ۲۰۰۸ آغاز کرده‌است.